# Кле (Ил и Вилен)
Кле (фр. Clayes) насеље је и општина у северозападној Француској у региону Бретања, у департману Ил и Вилен која припада префектури Рен.
По подацима из 2011. године у општини је живело 672 становника, а густина насељености је износила 157,01 становника/km². Општина се простире на површини од 4,28 km². Налази се на средњој надморској висини од 60 метара (максималној 109 m, а минималној 65 m).

## Демографија
| 1962. | 1968. | 1975. | 1982. | 1990. | 1999. | 2011. |
| ----- | ----- | ----- | ----- | ----- | ----- | ----- |
| 166   | 178   | 256   | 403   | 401   | 459   | 672   |

График промене броја становника у току последњих година